# Berit Lindholm

Berit Lindholm

Berit Lindholm (geboren am 18. Oktober 1934 in Stockholm; gestorben am 12. August 2023 ebenda) war eine schwedische Opernsängerin im Stimmfach Sopran. Sie sang hochdramatische Partien in London, Moskau, New York, Stockholm und Wien sowie bei den Bayreuther Festspielen.

## Leben und Werk
Berit Lindholm trat schon früh in einer Schüleraufführung von Glucks Iphigenie in Aulis auf. Nach dem Examen als Volksschullehrerin studierte sie an der Königlich Schwedischen Opernschule in Stockholm; zu ihren Lehrerinnen zählten Käthe Sundström und Britta von Vegesack.
Lindholm debütierte im Mai 1963 als Figaro-Gräfin an der Königlichen Oper und blieb neun Jahre Ensemblemitglied des Hauses. Sie konnte sich ein breites Repertoire aufbauen, durchwegs Hauptrollen, zuerst im lyrischen bzw. jugendlich-dramatischen Fach. Sie übernahm die Tannhäuser-Elisabeth, die Titelpartien in Verdis Aida und Puccinis Tosca sowie die Leonore im Fidelio Beethovens. 1965 sang sie die Chrysothemis in einer Elektra-Aufführung mit Birgit Nilsson.
Die berühmte Kollegin empfahl sie weiter, und ein Gastspiel folgte dem nächsten – 1966 Chrysothemis an Covent Garden in London, 1967 mit großem Erfolg Elsa, Fidelio, Chrysothemis und Tosca in Wien und noch im selben Jahr die Walküren-Brünnhilde in München, die Venus in Bayreuth und die Kundry in Zürich. Das Jahr 1967 bedeutete auch den Fachwechsel hin zum hochdramatischen Sopran, denn an ihrem Stammhaus sang sie erstmals die Isolde. Von 1968 bis 1973 übernahm Lindholm in Bayreuth alle drei Brünnhilden im Ring des Nibelungen. Es folgte eine Reihe von Isolde-Gastspielen, 1971 am Bolschoi in Moskau, 1972 am Teatro Liceu von Barcelona und an der Grand Opéra in Paris, 1973–74 an Covent Garden in London und 1974 in Amsterdam. Sie gastierte an der Deutschen Oper am Rhein Düsseldorf-Duisburg und debütierte 1975 als Walküren-Brünnhilde an der Metropolitan Opera in New York.
Lindholm war eine von nur wenigen Sängerinnen, die alle drei Hauptrollen in Elektra interpretierten, zuerst die Chrysothemis, ab 1983 die Titelpartie (in Düsseldorf und Marseilles) und 1993 die Klytemnästra (in Stockholm). Auch in drei Wagner-Opern verkörperte sie antagonistische Figuren – Elisabeth und Venus im Tannhäuser, Elsa und Ortrud im Lohengrin sowie Sieglinde und Brünnhilde in der Walküre.
1993 zog sie sich von der Bühne zurück, wirkte aber weiterhin als Gesangspädagogin.
Berit Lindholm starb am 12. August 2023 im Alter von 88 Jahren.

## Rollen (Auswahl)
Uraufführungen
- 1985 Alexander Goehr: Die Wiedertäufer, Stadttheater Duisburg
- 1991 Daniel Börtz: Backanterna, Königliche Oper Stockholm

Repertoire
| Ludwig van Beethoven: - Leonore in Fidelio Hector Berlioz: - Kassandra in den Trojanern Ivar Hallström: - Bergadrottningen in Die Braut des Bergkönigs Wolfgang Amadeus Mozart: - Gräfin Almaviva in Hochzeit des Figaro Giacomo Puccini: - Titelpartie in Tosca - Titelpartie in Turandot Richard Strauss: - Titelpartie in Salome - Chrysothemis, Elektra und Klytemnästra in Elektra - Färberin in Frau ohne Schatten |  | Giuseppe Verdi: - Abigaille in Nabucco - Amelia im Maskenball - Titelpartie in Aida Richard Wagner: - Elisabeth und Venus in Tannhäuser und der Sängerkrieg auf Wartburg - Elsa und Ortrud im Lohengrin - Brünnhilde, Sieglinde und Helmwige in Die Walküre - Brünnhilde in Siegfried - Brünnhilde und Dritte Norn in Götterdämmerung - Isolde in Tristan und Isolde - Kundry in Parsifal Carl Maria von Weber: - Eglantine in Euryanthe |

## Aufnahmen
Es gibt relativ wenige Studioaufnahmen, aus 1966 die Helmwige in einer Gesamteinspielung des Ring des Nibelungen, geleitet von Georg Solti, weiters die Cassandre in Les Troyens von Berlioz, die Bergkönigin in Hallströms Den Bergtagna und schließlich 1974 bei bella voce die Isolde.
Die amerikanische Plattenfirma Opera Depot hat jedoch 75 Live-Mitschnitte mit Lindholm in ihrem Katalog 2020, nahezu das gesamte Repertoire ihrer auf der Bühne gesungenen Rollen.

## Auszeichnungen
- 1976 Schwedische Hofsängerin
- 1984 Aufnahme in die Königlich Schwedische Musikakademie
- 1988 Litteris et Artibus
- 2005 Medalje för tonkonstens främjande